# توربو سی
توربو سی (به انگلیسی: Turbo C)، یک محیط یکپارچه توسعه نرم‌افزار و کامپایلر زبان برنامه‌نویسی C است. این نرم‌افزار توسط شرکت بورلند شناخته شده‌است. این نرم‌افزار در سال ۱۹۸۷ میلادی به عنوان یک محیط توسعه یکپارچه، کم حجم، سرعت کامپایل سریع، کتابچه‌های جامع و قیمت پایین، معرفی شد. در سال ۱۹۹۰ شرکت بورلند توربو سی را متوقف و توربو سی++ را جایگزن آن کرد.